# Óscar Ibáñez
Óscar Manuel Ibáñez Holzmann (Presidencia Roque Sáenz Peña, 8 de agosto de 1967) es un exfutbolista y entrenador de fútbol argentoperuano. Como futbolista se desempeñaba en la posición de guardameta. Como entrenador actualmente dirige a la selección de fútbol del Perú.
Con cincuenta presentaciones, es el segundo arquero que más encuentros ha disputado con la selección de fútbol del Perú, solo por detrás de Pedro Gallese. Además posee el récord de ser el arquero que más títulos ha obtenido en el fútbol peruano.

## Biografía
Oscar Ibáñez es descendiente de españoles por su padre y de alemanes del Volga por su madre, nació el 8 de agosto de 1967 en la provincia del Chaco (Argentina). De niño era admirador de su hermano Camilo, quien también jugaba de arquero. Jugó en varios equipos de Buenos Aires, y en 1993 se mudó al Perú. Tiene una escuela de fútbol para menores en la ciudad de Lima.

## Carrera como jugador

### Clubes
Fue formado en las categorías juveniles del Deportivo Español en el año 1985 hasta llegar a profesional, aunque no tuvo oportunidad de jugar. Finalmente fue cedido en préstamo al Arsenal Fútbol Club, en ese momento en la Primera B. Fue a mediados de 1993 que se le presentó la posibilidad de jugar en el Perú en Alianza Lima. Al llegar, se encontró que también estaba el golero ecuatoriano Jacinto Espinoza, por lo que consideraron ponerlo a prueba, situación que no aceptó.
Cuando pensaba retornar a Argentina, recibió una oferta del Carlos A. Mannucci de Trujillo, en el cual debutó al iniciar la segunda rueda del Campeonato Descentralizado 1993 y donde permaneció hasta finales de 1994 bajo la dirección de Julio César Uribe. En 1995, el mismo Uribe lo llevó al Deportivo Municipal. A fines de ese año, fue transferido al Club Universitario de Deportes, aunque inicialmente fue suplente por ocupar plaza de extranjero, poco a poco demostró su profesionalismo y liderazgo, consolidándose en la titular del equipo.
En el año 1998, con Ibáñez en el arco, Universitario de Deportes llegó a ser campeón del torneo Apertura y con derecho a disputar la final del campeonato descentralizado en la cual, para obtener el título, la «U» se enfrentó dos veces al campeón del torneo Clausura, el club Sporting Cristal, teniendo como marcador un 1-2 en contra en el partido de ida. En el partido de vuelta jugado el 23 de diciembre, Universitario ganó 2-1 en 90 minutos, por lo que se extendió hasta la definición por penales en donde, gracias a la intervención notable de Ibáñez y el error en un penal de Jorge Soto, el resultado final en penales fue de 4-2, siendo Universitario de Deportes campeón del torneo por vigésima segunda vez en 1998.
Ibáñez, junto con el equipo, ganó el campeonato nacional del año 1999. En el año 2000, Universitario ganó los dos torneos: Apertura y Clausura a la vez, y se convirtió automáticamente en campeón del fútbol peruano, siendo tricampeón consecutivamente. Luego de seis temporadas y tres campeonatos en el arco crema, fue contratado por el Cienciano del Cuzco, donde también demostró sus grandes dotes de arquero y líder del grupo, siendo una de las piezas claves en la obtención de los títulos de la Copa Sudamericana 2003 y la Recopa Sudamericana 2004 con el cuadro cuzqueño. En el 2007 fue contratado por el club Sport Boys y en el 2008 regresó a Universitario de Deportes equipo con el cual obtuvo el Torneo Apertura de ese año. A comienzos del año 2009, anunció su retiro definitivamente del fútbol para dedicarse por completo a su escuela de fútbol.

#### Selección nacional
Fue internacional con la selección de fútbol del Perú en 50 ocasiones y permitió 72 goles. Su debut se produjo el 15 de abril de 1998, en un encuentro amistoso ante la selección de México. Participó en tres ediciones de la Copa América. También formó parte de la selección peruana que disputó la Copa Kirin 1999, la Copa de Oro de la Concacaf 2000 y las eliminatorias para el Mundial de 2002 y 2006. Su último encuentro con la selección lo disputó el 30 de marzo de 2005, en un encuentro ante la selección de Ecuador en la ciudad de Lima.
Participaciones en Copas América
| Copa              | Sede     | Resultado        |
| ----------------- | -------- | ---------------- |
| Copa América 1999 | Paraguay | Cuartos de final |
| Copa América 2001 | Colombia | Cuartos de final |
| Copa América 2004 | Perú     | Cuartos de final |

## Carrera como entrenador
Ibáñez inició su carrera como entrenador de arqueros en la selección del Perú durante el proceso de Sergio Markarián entre 2011 y 2014. El 2 de septiembre de 2014, asumió como técnico de Universitario de Deportes. Su debut se produjo el 7 de septiembre ante Sport Huancayo, partido que terminó con victoria por 1-0 a favor de la «U».No obstante, el 3 de marzo de 2015, dejó su cargo después de una serie de malos resultados.
En mayo de 2016, fue anunciado como técnico de Cienciano hasta el final de la temporada.A principios de diciembre, se anunció su salida del cargo luego de no poder conseguir el regreso a la máxima división del fútbol peruano.El 25 de febrero de 2017, asumió al frente de Comerciantes Unidos.Tras dirigir 22 encuentros, presentó su renuncia al cargo el 18 de julio por malos resultados en el Torneo Apertura.
El 13 de diciembre de 2017, fue oficializado a cargo del Real Garcilaso de cara a la temporada 2018.Sin embargo, el 18 de marzo de 2018, fue relevado de su puesto después de una derrota por Copa Libertadores.En agosto de 2019, volvió a ser entrenador de arqueros en la selección del Perú después de la salida de Alfredo Honores y se mantuvo en el cargo hasta la salida de Ricardo Gareca como técnico del seleccionado en 2022.
En septiembre de 2023, inició su segundo ciclo como técnico de Cienciano.El 4 de agosto de 2024, fue despedido de su cargo tras un mal comienzo en el Torneo Clausura.

### Selección del Perú
El 6 de febrero de 2025, fue presentado como entrenador interino de la selección del Perú.

## Equipos

### Como futbolista
| Club                      | País      | Año       |
| ------------------------- | --------- | --------- |
| Arsenal de Sarandí        | Argentina | 1986-1992 |
| Carlos A. Mannucci        | Perú      | 1993-1994 |
| Deportivo Municipal       | Perú      | 1995      |
| Universitario de Deportes | Perú      | 1996-2002 |
| Cienciano                 | Perú      | 2003-2006 |
| Sport Boys                | Perú      | 2007      |
| Universitario de Deportes | Perú      | 2008      |

### Como entrenador
| Club                      | País | Año           |
| ------------------------- | ---- | ------------- |
| Universitario de Deportes | Perú | 2014-2015     |
| Cienciano                 | Perú | 2016          |
| Comerciantes Unidos       | Perú | 2017          |
| Real Garcilaso            | Perú | 2018          |
| Cienciano                 | Perú | 2023-2024     |
| Selección de Perú         | Perú | 2025-presente |

## Estadísticas como entrenador

### Clubes
| Universitario de Deportes · Perú | 1.ª          | 2014         | 15 | 6  | 3  | 6  | - | - | - | - | - | - | - | - | - | - | - | - | 15  | 6  | 3  | 6  | 46.67% |
| Universitario de Deportes · Perú | 1.ª          | 2015         | -  | -  | -  | -  | 5 | 2 | 0 | 3 | - | - | - | - | - | - | - | - | 5   | 2  | 0  | 3  | 40%    |
| Universitario de Deportes · Perú | Total        | Total        | 15 | 6  | 3  | 6  | 5 | 2 | 0 | 3 | - | - | - | - | - | - | - | - | 20  | 8  | 3  | 9  | 45%    |
| Cienciano · Perú                 | 2.ª          | 2016         | 25 | 14 | 5  | 6  | - | - | - | - | - | - | - | - | - | - | - | - | 25  | 14 | 5  | 6  | 62.67% |
| Comerciantes Unidos · Perú       | 1.ª          | 2017         | 21 | 6  | 7  | 8  | - | - | - | - | 1 | 0 | 1 | 0 | - | - | - | - | 22  | 6  | 8  | 8  | 39.39% |
| Comerciantes Unidos · Perú       | Total        | Total        | 21 | 6  | 7  | 8  | - | - | - | - | 1 | 0 | 1 | 0 | - | - | - | - | 22  | 6  | 8  | 8  | 39.39% |
| Real Garcilaso · Perú            | 1.ª          | 2018         | 6  | 2  | 1  | 3  | - | - | - | - | 2 | 1 | 0 | 1 | - | - | - | - | 8   | 3  | 1  | 4  | 41.67% |
| Real Garcilaso · Perú            | Total        | Total        | 6  | 2  | 1  | 3  | - | - | - | - | 2 | 1 | 0 | 1 | - | - | - | - | 8   | 3  | 1  | 4  | 41.67% |
| Cienciano · Perú                 | 1.ª          | 2023         | 7  | 3  | 2  | 2  | - | - | - | - | - | - | - | - | - | - | - | - | 7   | 3  | 2  | 2  | 52.38% |
| Cienciano · Perú                 | 1.ª          | 2024         | 22 | 7  | 9  | 6  | - | - | - | - | - | - | - | - | - | - | - | - | 22  | 7  | 9  | 6  | 45.46% |
| Cienciano · Perú                 | Total        | Total        | 54 | 24 | 16 | 14 | - | - | - | - | - | - | - | - | - | - | - | - | 54  | 24 | 16 | 14 | 54.32% |
| Total clubes                     | Total clubes | Total clubes | 96 | 38 | 27 | 31 | 5 | 2 | 0 | 3 | 3 | 1 | 1 | 1 | - | - | - | - | 104 | 41 | 28 | 35 | 48.39% |
| 1. 2.                            |              |              |    |    |    |    |   |   |   |   |   |   |   |   |   |   |   |   |     |    |    |    |        |

### Selección
| Perú            | 2025            | - | - | - | - | - | 4 | 1 | 2 | 1 | - | - | - | - | - | 0 | 0 | 0 | 0 | 4 | 1 | 2 | 1 | 41.67% | 3 | 2 | +1 |
| Total selección | Total selección | 0 | 0 | 0 | 0 | - | 4 | 1 | 2 | 1 | - | - | - | - | - | 0 | 0 | 0 | 0 | 4 | 1 | 2 | 1 | 41.67% | 3 | 2 | +1 |

## Palmarés

### Como futbolista

#### Torneos cortos
| Título          | Club                      | País | Año  |
| --------------- | ------------------------- | ---- | ---- |
| Torneo Apertura | Universitario de Deportes | Perú | 1998 |
| Torneo Apertura | Universitario de Deportes | Perú | 1999 |
| Torneo Apertura | Universitario de Deportes | Perú | 2000 |
| Torneo Clausura | Universitario de Deportes | Perú | 2000 |
| Torneo Apertura | Universitario de Deportes | Perú | 2002 |
| Torneo Apertura | Cienciano                 | Perú | 2005 |
| Torneo Clausura | Cienciano                 | Perú | 2006 |
| Torneo Apertura | Universitario de Deportes | Perú | 2008 |

#### Campeonatos nacionales
| Título                    | Club                      | País | Año  |
| ------------------------- | ------------------------- | ---- | ---- |
| Primera División del Perú | Universitario de Deportes | Perú | 1998 |
| Primera División del Perú | Universitario de Deportes | Perú | 1999 |
| Primera División del Perú | Universitario de Deportes | Perú | 2000 |

#### Copas internacionales
| Título              | Equipo    | País | Año  |
| ------------------- | --------- | ---- | ---- |
| Copa Sudamericana   | Cienciano | Perú | 2003 |
| Recopa Sudamericana | Cienciano | Perú | 2004 |

#### Distinciones individuales
| Distinción                 | Año  |
| -------------------------- | ---- |
| Arquero del año en el Perú | 1998 |
| Arquero del año en el Perú | 1999 |
| Arquero del año en el Perú | 2000 |
| Arquero del año en el Perú | 2003 |